# Mago procax
Mago procax là một loài nhện trong họ Salticidae.
Loài này thuộc chi Mago. Mago procax được Eugène Simon miêu tả năm 1900.